# Марко Јанкетић
Марко Јанкетић (Београд, 13. jул 1983) српски је филмски, телевизијски, позоришни и гласовни глумац.

## Биографија
Рођен је у Београду 1983. године.  Отац му је био познати глумац Михаило Јанкетић, мајка глумица Свјетлана Кнежевић, а сестра глумица Милица Јанкетић.
По завршетку основног образовања након покушаја да упише индустријски дизајн, Марко Јанкетић је уписао трогодишњу Дрвно-прерађивачку школу, смер за дуборез и дизајн намештаја. Већа жеља да се бави глумом родила се тек током средње школе, те је интензивно почео да се спрема за полагање испита. На првом пријемном испиту професори су проценили да Јанкетић још увек није довољно зрео да студира на Факултету драмских уметности, па је, спремајући се и даље, у међувремену радио код стрица у столарској радњи. Наредне године је његов отац Михаило Јанкетић преузимао нову генерацију студената на ФДУ, и да би се избегао непотизам, Марко одлази на пријемни испит Академије уметности Универзитета у Новом Саду где бива примљен у класу професора Бориса Исаковића. Дипломирао је 2007. године.

## Позориште
У позоришту је први пут наступао још као дванаестогодишњак у представи „Башта сљезове боје“, зједно са оцем Михаилом.
Наступао је за разна позоришта и установе: Позориште младих, Нови Сад, Позориште „Пуж”, Народно позориште у Београду, Позориште на Теразијама, Звездара театар, Атеље 212, Центар за културну деконтаминацију, Битеф театар, а од 2015. године је члан Југословенског драмског позоришта.

## Синхронизација филмова
Бави се синхронизацијом филмова и серија за студије Лаудворкс, Ливада Београд, Моби, Суперсоник и Призор.

## Награде и признања
- 2017. Годишња награда Југословенског драмског позоришта (колективна)
- 2017. Награда за младог глумца на Позоришном пролећу у Шапцу
- 2018. Награда „Љубиша Самарџић“ за најбољу мушку улогу у серији „Убице мог оца 2“
- 2019. Награда за лепоту говора „Др Бранивој Ђорђевић“ за улогу Влајка Мујића у представи „Врат од стакла“ [3]
- 2019. Годишња награда Југословенског драмског позоришта[2]

## Филмографија
| Год.   | Назив                                              | Улога               |
| ------ | -------------------------------------------------- | ------------------- |
| 1990-е |                                                    |                     |
| 1998.  | Три палме за две битанге и рибицу                  | Мали, Надицин брат. |
| 2010-е |                                                    |                     |
| 2010.  | Бели, бели свет                                    | Тигар               |
| 2010.  | Шишање                                             | Боки                |
| 2011.  | Практични водич кроз Београд са певањем и плакањем | Стефан              |
| 2011.  | Кутија                                             | Били                |
| 2013.  | Кругови                                            | Петар               |
| 2013.  | С/Кидање                                           | Ђура                |
| 2014.  | Споменик Мајклу Џексону                            | Лука                |
| 2014.  | Бранио сам Младу Босну                             | Иво Андрић          |
| 2014.  | Пети лептир                                        | Мали Јовица Вук     |
| 2015.  | Бићемо прваци света                                | Александар Николић  |
| 2015.  | Без степеника                                      | Аки                 |
| 2015.  | Отаџбина                                           | Павле               |
| 2015.  | Последњи пантери                                   | Борисав Симић       |
| 2015.  | Бранио сам Младу Босну (ТВ серија)                 | Иво Андрић          |
| 2016.  | Дојч кафе                                          | Ђино Милачић        |
| 2016.  | Прваци света                                       | Александар Николић  |
| 2016.  | ЗГ 80                                              | Дејо                |
| 2016–  | Убице мог оца                                      | Мирко Павловић      |
| 2017.  | Santa Maria della Salute (ТВ серија)               | Глумац              |
| 2018.  | Београдска трилогија                               | Дуле                |
| 2018.  | Јутро ће променити све                             | Андреј              |
| 2018.  | Заспанка за војнике                                | Српски пешак        |
| 2019.  | Режи                                               | Ивке                |
| 2019–  | Државни службеник                                  | Мирко Павловић      |
| 2019.  | Група                                              | психолог            |
| 2020-е |                                                    |                     |
| 2020.  | Дара из Јасеновца                                  | Макс Лубурић        |
| 2021.  | Три мушкарца и тетка                               | Љубиша              |
| 2021.  | Тома                                               | Мика Антић          |
| 2021.  | Црна свадба                                        | Јовановић           |
| 2022.  | Мочвара (ТВ серија)                                | Срђан Каран         |
| 2022.  | Бунар                                              | Ђорђе               |
| 2023.  | Јужни ветар: На граници                            | Роби                |
| 2023.  | Певачица (ТВ серија)                               | Локи                |
| 2023.  | Тома (серија)                                      | Мика Антић          |
| 2024.  | Недеља                                             | Исо Леро Џамба      |
| 2024.  | Понтоново срце                                     |                     |
| 2025.  | Пасјача (ТВ серија)                                | Никола Илић         |
| 2025.  | Буди Бог с нама                                    |                     |
| 2025.  | Црна труба                                         |                     |
| 2025.  | Видра (филм)                                       |                     |
| 2026.  | Сенке над Балканом                                 | Спира               |
| 2026.  | 1970 (филм)                                        |                     |

## Позоришне улоге
| Позориште                       | Представа                      | Улога                                 |
| ------------------------------- | ------------------------------ | ------------------------------------- |
| Југословенско драмско позориште | Врат од стакла                 | Влајко Мујић                          |
| Југословенско драмско позориште | Под жрвњем                     | Младен                                |
| Југословенско драмско позориште | Лоренцачо                      | Лоренцо ди Медичи, Изгнаник, Грађанин |
| Југословенско драмско позориште | Месец дана на селу             | Алексије Николајевич Бељајев          |
| Југословенско драмско позориште | Разбијени крчаг                | Рупрехт                               |
| Југословенско драмско позориште | Тако је (ако вам се тако чини) | Господин Понца                        |
| Југословенско драмско позориште | Шума                           | Петар                                 |
| Југословенско драмско позориште | Тартиф                         | Лоран                                 |
| Југословенско драмско позориште | Нора!                          | секретар                              |
| Југословенско драмско позориште | Покојник (ФДУ-ЈДП)             | Павле Марић                           |
| Звездара театар                 | Клаустрофобична комедија       | милиционер Вуле                       |
| Народно позориште у Београду    | Електра                        | Орест                                 |
| Народно позориште у Београду    | Дервиш и смрт                  | младић                                |
| Народно позориште у Београду    | Наши синови                    | Гиле                                  |
| Атеље 212                       | Педесет удараца                | Андреј                                |
| Атеље 212                       | Прљаве руке                    | Иго                                   |
| Позориште Душко Радовић         | Башта сљезове боје             | Баја                                  |
| Позориште Душко Радовић         | Срце једног боксера            | Џо-Џо                                 |
| Позориште Душко Радовић         | Крцко Орашчић                  | Филип                                 |
| Битеф театар                    | Aдресат непознат               |                                       |
| Битеф театар                    | Мали ми је овај гроб           |                                       |
| Јеврејски центар за културу     | Хиндус хоће у Бронкс           |                                       |

## Улоге у синхронизацијама
| Година синх. | Филм/серија                              | Лик(ови)               |
| ------------ | ---------------------------------------- | ---------------------- |
| 2007.        | Туба Тубић                               | Пиколо                 |
| 2008.        | Биби и Тина (С1)                         | Роџер Мартин, Оливер   |
| 2009.        | Донер - мали ирвас                       | Донер                  |
| 2010.        | Алфа и Омега                             | Мића                   |
| 2010.        | Магична вртешка                          | Дилан                  |
| 2010.        | Три пљачкаша                             | Флин, Грегори, кочијаш |
| 2011.        | Дружина против Живка Жабоједа            | Јаков                  |
| 2012.        | Гумени Тарзан                            | Иван Олсен             |
| 2012.        | Марко Макако                             | Марко Макако           |
| 2012.        | Пупијева потрага                         |                        |
| 2012.        | Прича о делфину сањару                   | Мајкл, Карл            |
| 2012.        | Семијева велика авантура 2               |                        |
| 2013.        | Бидаман: Унакрсна ватра                  | Рики Ругасаки          |
| 2013         | Витез Рђавко                             | Рђавко, Ерни           |
| 2013.        | Замбезија                                | Лако                   |
| 2013.        | Крудс                                    | Гај                    |
| 2013.        | Кумба                                    | Кумба                  |
| 2013.        | Кућа великог мађионичара                 | Карло                  |
| 2013.        | Октонаути (Лаудворкс)                    | Морски јеж             |
| 2013.        | Турбо                                    | Тео                    |
| 2013.        | Чувари тајног краљевства                 | Нод                    |
| 2014-2015.   | Како да дресирате свог змаја (ТВ серија) | Штуцко                 |
| 2016.        | Ледено доба 5: Велики удар               | Џулијан                |
| 2017         | Турбо Т.Р.К.А. (Блу хаус)                | Турбо                  |
| 2019.        | Аладин (2019)                            | Аладин (говор)         |